# KBS 뉴스 7 포항
《KBS 뉴스 7 포항》은 월요일 ~ 수요일, 금요일 저녁 7시 30분에 KBS포항 1TV로 방송되었던 한국방송공사의 뉴스 프로그램이다.

## 앵커
- 최용수 아나운서

## 경쟁 지역뉴스 프로그램
- 5 MBC 뉴스 포항 (포항MBC)
- TBC 대경뉴스광장 (TBC TV)